# يحيى الخاير
يحيى الخاير (1367هـ ـ 1947م) سياسي واكاديمي و وزير سوري سابق من دير الزور.

## ولادته وتحصيله
وُلد يحيى الخاير في مدينة دير الزور السورية عام 1947م (الموافق 1367هـ).تميزت مسيرة يحيى الخاير التعليمية بالتدرج والتخصص الدقيق.حصل على شهادته الجامعية في الهندسة من كلية الهندسة بجامعة دمشق عام 1969م. أُوفد إلى بريطانيا لمواصلة تحصيله العلمي، حيث تخصص في مجال حيوي ومتقدم. حصل على درجة الدكتوراه في هندسة الطرق والمطارات من جامعة غلاسكو في اسكتلندا عام 1979م.

## عمله ووظائفه
بعد تخرجه، عمل معيداُ في كلية الهندسة في جامعة دمشق من عام 1971م حتى عام 1973م. هذه الفترة سمحت له بالانخراط في الجانب الأكاديمي والتحضير لمرحلة الدراسات العليا. عمل مهندساُ في مؤسسة تنفيذ المشاريع الصناعية، مما منحه خبرة عملية في تطبيق المعرفة الهندسية على مشاريع البنية التحتية الكبرى.
وهو قيادي سابق في حزب البعث العربي الاشتراكي. كما شغل منصب رئيس اتحاد طلبة سوريا في الفترة من 1965م إلى 1966م. كما شغل منصب وزير سد الفرات. اعتبر هذا المنصب ذو أهمية استراتيجية قصوى في سوريا لكون سد الفرات (مشروع سد الطبقة) أحد أكبر المشاريع الهندسية في تاريخ سوريا الحديث، ويهدف إلى توليد الطاقة الكهرومائية، تنظيم الري، وتنمية الأراضي الزراعية في حوض الفرات في حكومة عبد الرؤوف الكسم الاولى.

## كتبه وآثاره
ليحيى الخاير عدة مؤلفات منها الطرق الجزء العملي.